# Walther P99
Walther P99 — немецкий пистолет, разрабатывался оружейной компанией Walther с начала 1990-х годов.
Проект под названием Hammerless Pistol — HLP (бескурковый пистолет) возглавлял Хорст Весп (Horst Wesp). Серийное производство пистолета началось в 1999 году.

## Устройство
Действие пистолета основано на отдаче при коротком ходе ствола. Запирание канала ствола осуществляется сцеплением ствола с затвором по схеме Хай Пауэр (High Power), где ствол снижается, взаимодействуя с неподвижным штифтом в рамке, и сцепляется с затвором через окно для выброса гильз.
Под стволом расположена возвратная пружина, выполненная из проволоки прямоугольного сечения, которая, по мнению её создателей, лучше накапливает энергию при сжатии и более компактна, чем обычные пружины из круглой проволоки.
Ударно-спусковой механизм двойного действия, ударникового типа. Усилие срабатывания УСМ у пистолета Р99 при стрельбе с предварительно взведённым ударником — 2,5 кгс, при стрельбе самовзводом — 4 — 4,5 кгс.
Рукоятка расположена под углом 110°. На боковых и торцевых поверхностях рукоятки выполнены поперечные выступы, облегчающие удержание пистолета при стрельбе.
Рамка изготовлена из полимерного материала. Он выполняется в двух вариантах, чёрного и тёмно-зелёного цветов. На корпусе присутствуют направляющие для крепления лазерного целеуказателя или боевого фонаря.
Неавтоматических предохранителей пистолет не имеет. Имеется кнопка безопасного снятия ударника с боевого взвода (находится сверху в задней части затвора).
Имеются автоматические предохранители: блокировка ударника при падениях и при не нажатом спусковом крючке, блокировка ударника при незакрытом затворе. Автоматический предохранитель начинает действовать при отсутствии магазина в рукоятке, или когда он вставлен не до конца. Для безопасного снятия ударника с боевого взвода сверху кожуха затвора пистолета присутствует специальная кнопка. О том, что ударник взведён, сигнализирует выступающая позади кожуха-затвора задняя часть ударника.
Имеются указатель наличия патрона в патроннике, роль которого выполняет наружный выбрасыватель, и индикатор взведения ударника (при взведении хвостовик ударника на несколько миллиметров выступает из заднего торца затвора).
В основании спусковой скобы находится двухсторонний рычаг защёлки магазина.
Прицел открытого типа, регулируемый, с двумя прицельными дистанциями, 50 и 100 метров.
Магазин металлический.

## Варианты и модификации
Пистолет Walther P99 выпускается в нескольких различных модификациях:
- Walther P99
- Walther P99AS (Anti Stress)
- Walther P99 DAO (Double Action Only) — имеет УСМ только двойного действия, где боевая пружина для каждого выстрела взводится только мускульной силой стрелка. Рабочий ход спускового крючка больше, чем у P99QA. Р99 DAO кнопки снятия ударника с боевого взвода на затворе вообще не имеет.
- Walther P99Q — модель для немецкой полиции, разработанная в соответствии с требованиями к служебному пистолету для полиции ФРГ[2]

- Walther P99QA (Quick Action) — имеет ударник, который всегда находится в частично взведённом состоянии и довзводится при каждом нажатии спускового крючка (отчасти аналогично пистолетам «Glock»). Такая схема обеспечивает постоянство усилия спуска для всех выстрелов. Усилие срабатывания УСМ у пистолета Р99QA — 3,8 кгс. Пистолет Р99 QA имеет кнопку снятия ударника с боевого взвода значительно меньших размеров, так как она предназначена для полной разгрузки боевой пружины только при разборке оружия.
- Walther PPQ Navy — модификация 2011 года на базе служебного пистолета Walther P99Q для вооружения водной полиции и полицейских спецподразделений, выполняющих задачи на морском и речном транспорте

- Walther P99C (Compact)

### Травматические, газовые и пневматические пистолеты
- Umarex Walther P99 — 9-мм газовый пистолет под патрон 9 мм P.A., изготовленный из лёгкого сплава. Ёмкость магазина — 16 патронов.
- Umarex Walther P99T — 10-мм травматический пистолет под патрон 10×22 мм Т, изготовленный из лёгкого сплава. Ёмкость магазина — 15 патронов.
- Umarex Walther P99 RAM (Real Action Marker) — «учебно-тренировочный» пневматический газобаллонный пистолет, стреляющий 11-мм (.43) резиновыми шариками для страйкбола или шариками с краской для пейнтбола.
- Umarex Walther P99 DAO (2.5684) — страйкбольный пистолет для развлекательной стрельбы. Калибр 6 мм (пластиковый шарик), ёмкость магазина — 15 шариков.
- Umarex Walther CP99 — пневматический пистолет, стреляющий 4,5 мм (.177) свинцовыми пулями длиной не более 7 мм. Ёмкость магазина — 8 пуль.
- Umarex Walther CP99 Compact — пневматический пистолет, с укороченной рукоятью и стволом, стреляющий 4,5 мм (.177) металлическими шариками. Ёмкость магазина — 18 шариков.

## На вооружении
Walther P99 состоит на вооружении формирований следующих государств:
- Германия: в 2005 году было выпущено 42 тыс. шт. P99 для полиции земли Северный Рейн-Вестфалия. После поступления оружия в полицию выяснилось, что кобура с пистолетом мешает пристегнуть ремень безопасности в патрульной машине (например в VW Passat B6). Потребовалась замена ремней безопасности, а полицейским было разрешено носить оружие в кобуре на поясе. В 2008 году в землях Бремен, Гамбург и Шлезвиг-Гольштейн было принято решение о замене служебных Sig Sauer P225. Для полицейских этих трёх земель было заказано в сумме 18 тыс. пистолетов Walther P99Q. Также полиция Рейнланд-Пфальц, начала перевооружение своих 9000 сотрудников с введённого в 1979 году Walther P5 на Walther P99Q. С 2008 года пистолет P99 состоит на вооружении подразделения специального назначения ВМС Германии SEK M.
- Ирландия: используются для огневой подготовки детективов Гарда Шихана[4].
- Нидерланды: 26 октября 2012 года Walther P99Q под патрон 9×19 мм принят на вооружение голландской полиции[5], всего было заказано 42 тыс. пистолетов, первые пистолеты поступили на вооружение в мае 2013 года[6].
- Польша: на вооружении полиции (Policja) и пограничной стражи (Straż Graniczna)[7]; с 2001 года по 2013 год было закуплено 69 тыс. пистолетов Walther P99AS под патрон 9×19 мм, в марте 2013 года — заказано ещё 9500 боевых и 500 учебных пистолетов Walther P99RG[8].
- Украина: на вооружении группы «А» Центра специальных операций Службы безопасности Украины[9].
- Финляндия: принят на вооружение армейских спецподразделений и военной полиции (под наименованием PIST 2003), а с 2012 года поступает на вооружение финской пограничной охраны и полиции.
- Чехия: на вооружении полицейского спецподразделения URNA[10].
- Эстония: в декабре 2013 года Walther P99Q принят на вооружение полиции, первые 250 шт. будут получены в марте 2014 и поступят на вооружение служащих подразделения быстрого реагирования[11]. К концу 2015 Эстония получила ок. 1000 шт. и перевооружение полиции на данные пистолеты было успешно завершено[12].